# Martin Kröger (Chemiker)
Martin Rudolf Kröger (* 3. Oktober 1894 in Böhrigen, Sachsen; † 23. August 1980 in Essen) war ein deutscher Chemiker und bis 1945 Professor an der Universität Leipzig.

## Leben
Dem Schulbesuch von 1901 bis 1903 in Kleinmiltitz, an der Höheren Bürgerschule Markranstädt und dem Abitur 1914 an der Oberrealschule Leipzig sowie der Teilnahme am Ersten Weltkrieg folgte bis 1921 ein Studium der Chemie an der Universität Leipzig bis zur Promotion 1921 zum Dr. phil. in Chemie über Die Vulkanisation in Lösung ohne und mit Beschleuniger. Nach einer Zeit als Privatassistent bei Max Le Blanc 1925 folgte die Habilitation für Physikalische Chemie und Kolloidchemie an der Universität Leipzig Über den Mechanismus chemischer Gasreaktionen. Von 1925 bis 1931 war er Privatdozent an der Universität Leipzig, 1931 bis 1944 dort nplao. Professor und 1944 bis 1945 ordentlicher Professor für Physikalische Chemie, Anorganische Chemie und Kolloidchemie. Im November 1933 unterzeichnete er das Bekenntnis der deutschen Professoren zu Adolf Hitler. 1934 trat er der SA, er war auch Mitglied im NS-Dozentenbund. Am 7. Dezember 1937 beantragte er die Aufnahme in die NSDAP und wurde rückwirkend zum 1. Mai desselben Jahres aufgenommen (Mitgliedsnummer 5.823.896).
Kröger nahm von 1914 bis 1918 am Ersten Weltkrieg und von 1939 bis 1943 am Zweiten Weltkrieg teil. 1945 wurde er nach Weilburg (Lahn) durch die aus Leipzig abziehende US-Armee evakuiert. Seit 1946 arbeitete er als freiberuflicher Chemiker in Essen.

## Mitgliedschaften
- Deutsche Bunsen-Gesellschaft
- Deutsche Chemische Gesellschaft / Gesellschaft Deutscher Chemiker

## Schriften
- Grenzflächen-Katalyse, Leipzig 1933.